# Den introducerade svenska adelns ättartavlor

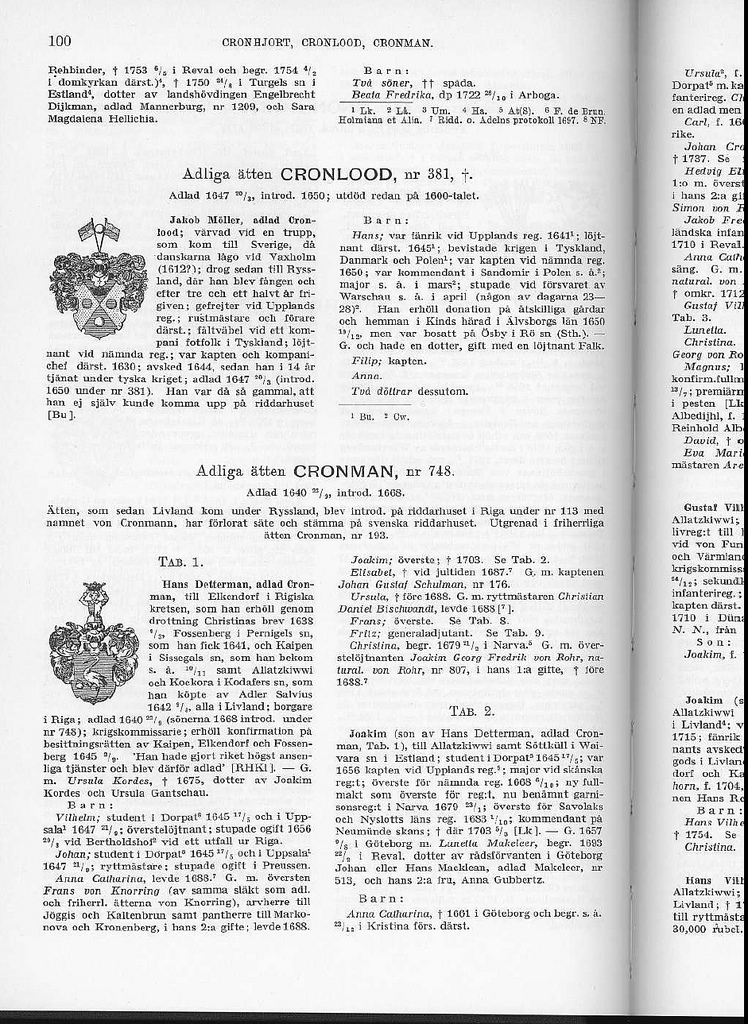
Utdrag ur Elgenstiernas ättartavlor.

Den introducerade svenska adelns ättartavlor i nio band (1925–36) utgiven av Gustaf Elgenstierna och två supplementband (2008) utgivna av Carl Szabad och Sveriges släktforskarförbund, ofta förkortad EAÄ, är det adelsbiografiska standardverket i Sverige. För varje person finns uppgift om födelse och död, äktenskap och karriär med mera, och alla personer är insatta i sitt genealogiska sammanhang inom respektive ätt. 
Verket utgick från Gabriel Anreps ättartavleutgåva från 1800-talet. Elgenstierna har i det utförliga företalet i den första volymen redogjort för sin arbetsprocess och sitt arbetes förhållande till dess föregångare. Jämfört med Anreps utgåva innebar Elgenstiernas utgåva en källkritisk upprensning, men genom en hel del ytterligare forskning har senare forskare kunnat påvisa behovet av kompletteringar och rättelser. I den genealogiska tidskriftslitteraturen (exempelvis tidskriften Släkt och Hävd) och i Svenskt biografiskt lexikon finns korrigeringar till av Elgenstierna publicerade genealogier. 
Vid utgivningen hade han kring sig en stab av medarbetare, bland andra professor Gottfrid Carlsson, som arbetade med medeltidsgenealogierna, arkivrådet Johan Axel Almquist, direktören Govert Indebetou och läroverksadjunkten Vilhelm Ljungfors, alla välkända genealoger. Det av Arvid Norling utarbetade personregistret i band 9 omfattar 470 trespaltiga sidor i petitstil, med tillsammans cirka 100 000 namnuppgifter, alla avseende personer utanför den introducerade svenska adeln.
En faksimilutgåva publicerades 1998. Två supplementband utgavs 2008 av Carl Szabad och Sveriges släktforskarförbund efter ett omfattande förarbete.